# Aegle eberti
Aegle eberti là một loài bướm đêm trong họ Noctuidae.